# بليموث للسيارات
بليموث للسيارات (بالإنجليزية: Plymouth) هي شركة أمريكية سابقة لصناعة السيارات. تأسست في يوليو 7, 1928. يقع مقرها في أوبورن هيلز، الولايات المتحدة. أستحوذت عليها شركة كرايسلر ومن ثما خليفتها دايملر كرايسلر. توقف إنتاجها في 29 يونيو 2001 في الولايات المتحدة.

## معرض صور

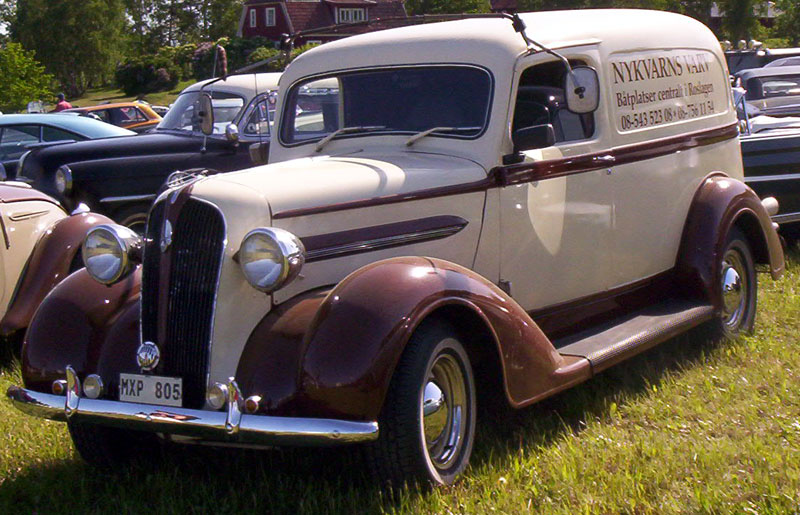
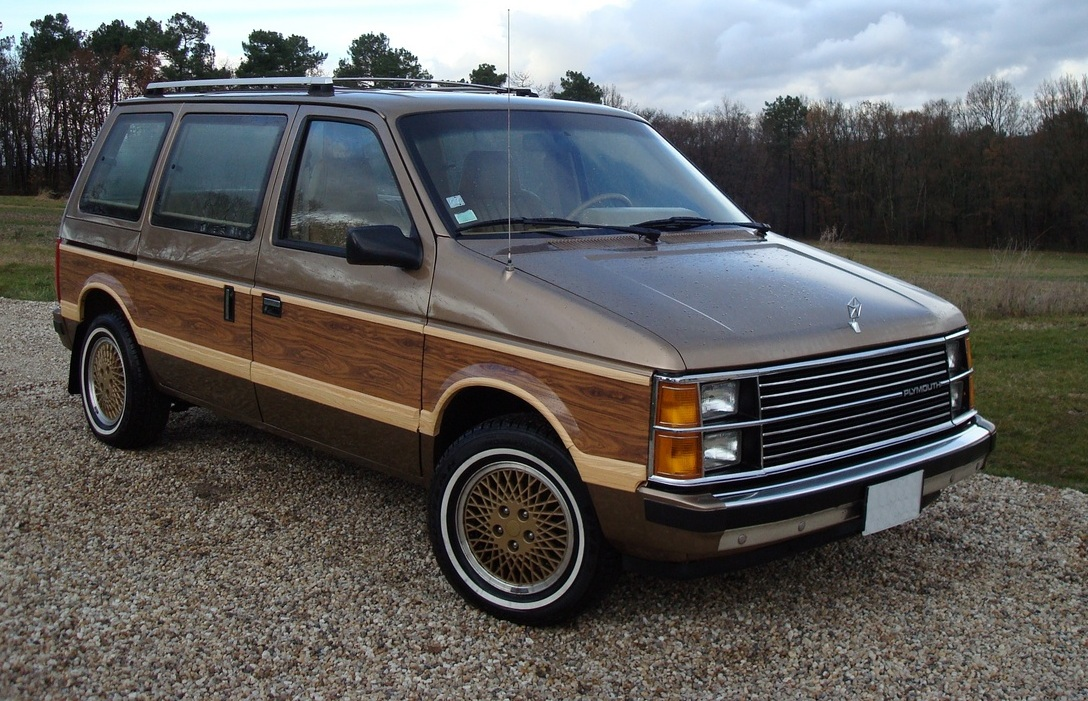
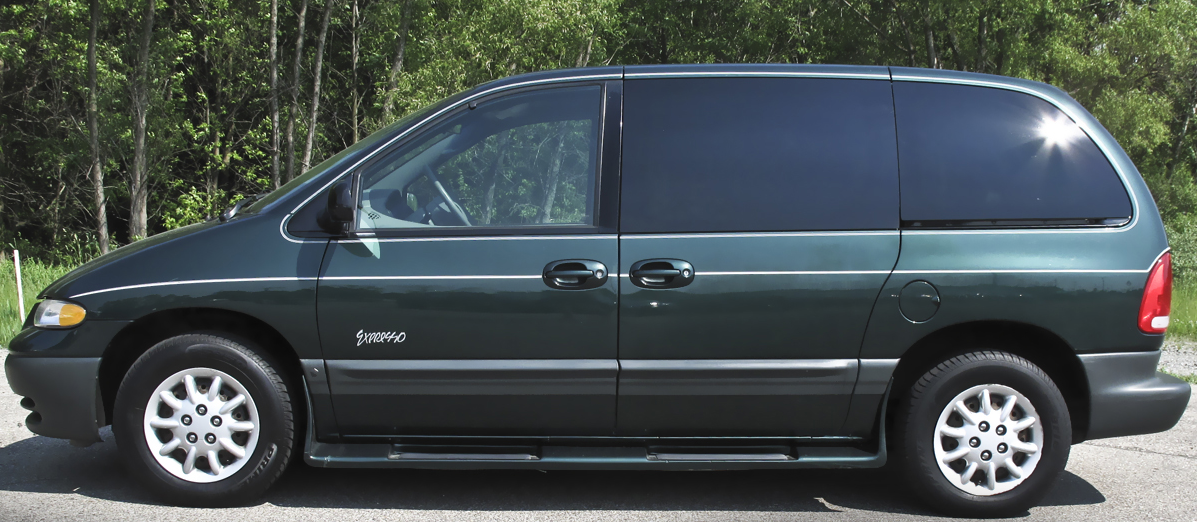
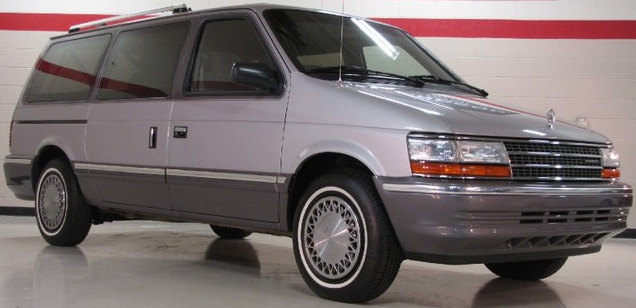
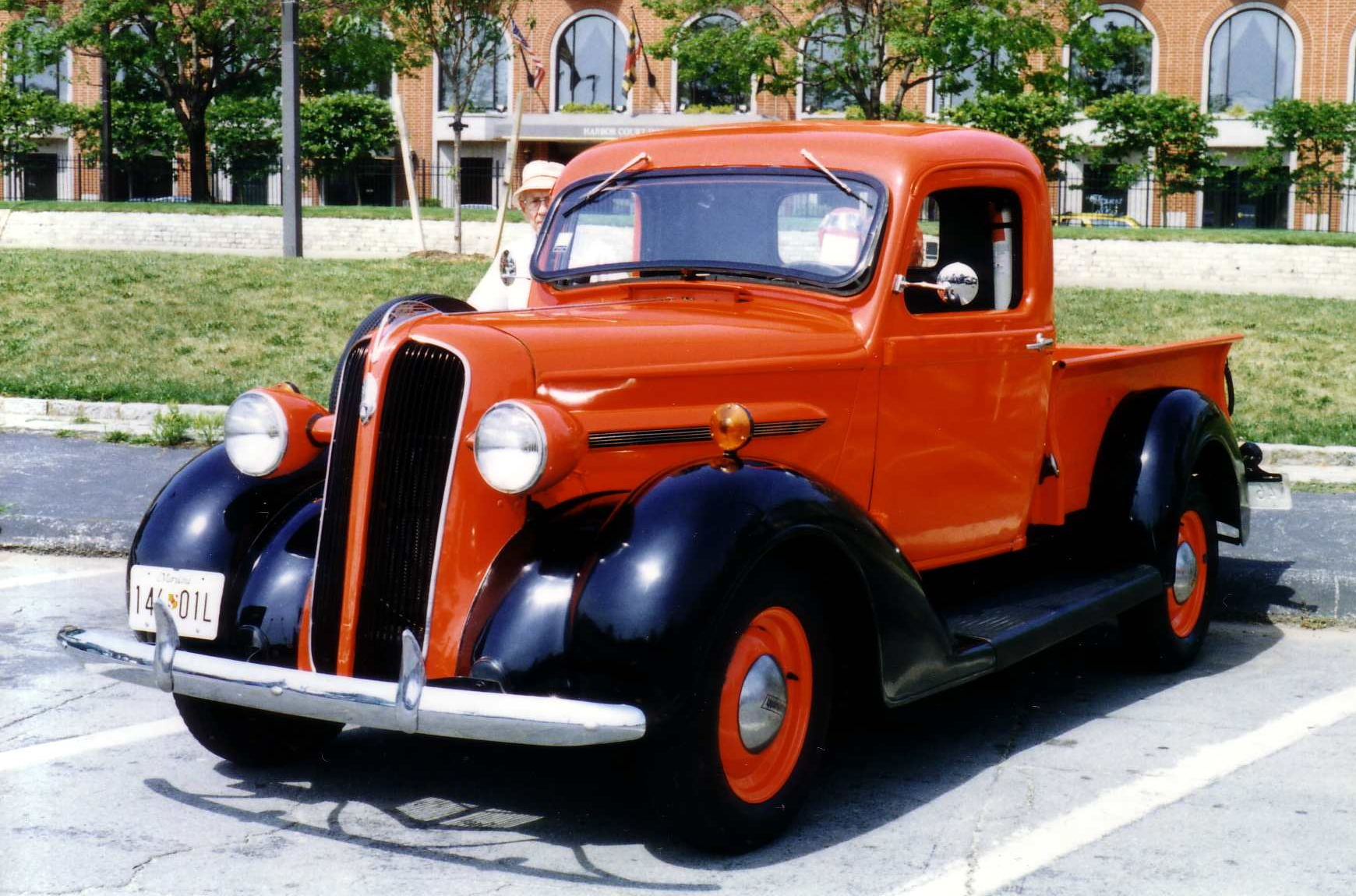